# Cesare Cremonini (cantante)
Cesare Cremonini (Bologna, 27 marzo 1980) è un cantautore italiano.

Firma originale dell'artista

È stato il frontman del gruppo Lùnapop, che ha riscosso un grandissimo successo con l'unico album pubblicato, ...Squérez? (1999), vendendo oltre un milione e ottocento mila di copie (tra i dieci album più venduti di sempre in Italia da quando esistono le rilevazioni FIMI). Nel 2002 ha annunciato ufficialmente lo scioglimento del gruppo, proseguendo con successo nella sua carriera solista e pubblicando, nel corso degli anni, otto album in studio, tre dal vivo e tre raccolte. Performer noto per le sue esibizioni live di grande intensità ha portato la sua musica negli stadi e negli spazi destinati ai concerti più importanti in Italia a partire dal 2018. Ha ricevuto molti premi, tra cui  cinque Music Music Award, un Nastro d'argento alla migliore canzone originale e un primo posto al Festivalbar.

## Biografia

### Primi anni
Figlio di Giovanni (1924-2019), medico dietologo, e di Carla, professoressa di lettere, ha un fratello di nome Vittorio, più vecchio di lui di due anni. Fin da piccolo inizia a studiare pianoforte (a 6 anni prende la sua prima lezione). A 11 anni riceve in regalo il primo disco dei Queen, gruppo del quale sarà un grande fan e che lo porta ad abbandonare lentamente la passione per la musica classica per abbracciare il mondo del pop/rock. La sua attitudine per la scrittura si manifesta invece verso i 14 anni, allorché annota brevi racconti, poesie e canzoni su un quaderno.
Nel 1996, assieme ad alcuni amici e compagni di classe presso il liceo scientifico Sabin, forma un gruppo chiamato Senza Filtro, con i quali si esibisce in feste e locali del circuito bolognese, proponendo un repertorio originale, ad eccezione di alcune cover di Beatles, Oasis, Radiohead e Queen, come dimostra il suo vistoso tatuaggio sull'avambraccio sinistro. Alla fine del 1996 incontra Walter Mameli, che da allora diventa il suo produttore artistico e manager.

### Il successo con i Lùnapop (1999-2002)

Cremonini (al centro), frontman dei Lùnapop, stringe in mano il trofeo della vittoria assoluta al Festivalbar 2000 con Qualcosa di grande

Il 27 maggio 1999 esce in radio il singolo di debutto 50 Special, con il quale il gruppo raggiunge il successo: disco di platino e più di 100 000 copie vendute in soli tre mesi. Cremonini dichiara di aver scritto quella canzone poco prima dell'esame di maturità, ispirato dal libro Jack Frusciante è uscito dal gruppo di Enrico Brizzi. Il 27 novembre 1999, a tre mesi dall'uscita dell'album, fa il suo debutto in radio Un giorno migliore, il secondo singolo estratto dal disco, arrivando alla vetta dei brani più trasmessi il 22 dicembre 1999, rimanendoci fino a marzo 2000. Il singolo, uscito a gennaio, si aggiudica il disco d'oro per oltre 50 000 copie vendute.
Il 30 novembre 1999 esce nei negozi l'album ...Squérez?, l'unico disco del gruppo, le cui registrazioni avvengono nel "Tam Tam Studio" di Cesena, tra l'agosto e il settembre del 1999. Si tratta di una raccolta delle canzoni scritte da Cremonini tra i suoi 15 e 18 anni, eccezione fatta per Se ci sarai, scritta da Alessandro De Simone, e Resta con me, composta da Cremonini e De Simone.
Nell'aprile del 2000 viene pubblicato il terzo singolo Qualcosa di grande con cui vincono il Festivalbar di quell'anno. I successivi singoli Se ci sarai e Resta con me, contribuiscono al successo del disco che vende in pochi anni oltre un milione e mezzo di copie in Italia. Cavalcando il successo della band, durante l'estate Cremonini diventa, insieme a Vanessa Incontrada, testimonial degli spot televisivi della TIM, accompagnati dalle note di Vorrei, altro singolo contenuto nel fortunato album ...Squérez?.
Ma proprio al culmine del successo della band, che intanto trova affermazione anche in Spagna grazie a una nuova pubblicazione di ...Squérez? cantato in parte in italiano e in parte in spagnolo, il progetto si arena davanti a pressioni e interessi esterni, di fronte ai quali non tutti reggono. All'interno del gruppo si crea una vera e propria spaccatura, che vede da una parte Cremonini e il bassista Nicola "Ballo" Balestri, contrapposti agli altri membri del gruppo. L'ultima apparizione pubblica dei Lùnapop avviene all'Arena di Verona il 18 settembre 2001, durante la serata finale del Festivalbar 2001. La band si divide e i vari membri prendono strade diverse, tranne Ballo che segue Cremonini nella sua avventura da solista.
Nel frattempo Cremonini si cimenta nel ruolo di attore (già sperimentato in due episodi della sitcom Via Zanardi, 33), recitando da protagonista nel film Un amore perfetto, al fianco di Martina Stella.

### Bagus, l'inizio della carriera da solista (2002-2004)
Il 15 novembre 2002 Cremonini pubblica il suo primo album da solista, Bagùs, che significa "tutto ciò che è positivo, gradevole, piacevole e bello" in indonesiano.
Dall'album vengono estratti i singoli Gli uomini e le donne sono uguali, Vieni a vedere perché, PadreMadre e Latin Lover.
Il disco, realizzato ancora presso i Tam Tam Studio di Cesena, segna un passo fondamentale per la crescita artistica di Cremonini, mettendo in evidenza la volontà dell'artista di non cavalcare i successi del passato, cercando immediatamente nuove strade.
Il pubblico ancora una volta lo premia: l'album rimane per 15 settimane nella Top 50 dei dischi più venduti in Italia vincendo 4 dischi d'oro e vendendo più di 250 000 copie. Nel 2003 viene pubblicata un'edizione speciale a tiratura limitata di Bagùs che contiene l'inedito Gongi-Boy, un DVD con alcuni video musicali e il "Bagus Tour Documentary".

### Maggesee il live1+8+24(2005-2007)

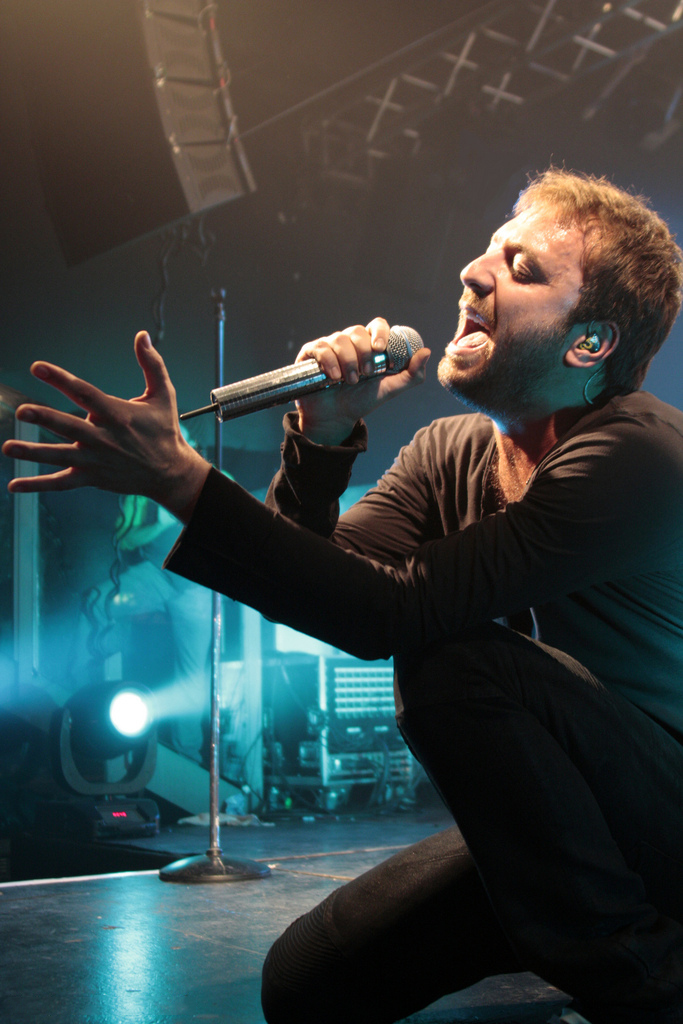
Cesare Cremonini in concerto nel 2009

Il 10 giugno 2005 Cremonini pubblica il suo secondo album da solista, Maggese (il maggese è "un campo lasciato per qualche tempo a riposo, senza seminarlo, perché poi possa ridare frutto"). Le registrazioni del disco avvengono nei famosi studi Abbey Road di Londra. Dall'album vengono estratti i singoli Marmellata #25, Maggese, Le tue parole fanno male e Ancora un po'.
Nell'ottobre 2005, Cremonini intraprende il Maggese Theatre Tour, un tour teatrale di 9 date con la London Telefilmonic Orchestra composta da 30 elementi e da 9 musicisti (la stessa orchestra con cui è stato inciso l'album). Durante lo show Cremonini interpreta L'orgia, una canzone di Giorgio Gaber. Cremonini scrive gli arrangiamenti di tutte le canzoni con l'aiuto di Giovanni Guerretti e Alessandro Magnanini, piano e chitarra della sua band, e interpreta le sue canzoni con uno stile particolare, dedicando alcune parti dello spettacolo alla prosa. Utilizza anche strumenti particolari come il Santùr (di origine indiana) e suona il pianoforte e la chitarra acustica.

A fine tour dichiara: 
Per tutta l'estate del 2006 va invece in scena il Maggese Summer Tour, 30 date in tutta la penisola, un tour decisamente più "elettrico" rispetto all'esperienza in teatro. Più di 100 000 persone assistono ai concerti.
Nel giugno 2006 Cremonini ri-arrangia e re-interpreta per il disco Innocenti evasioni 2006 il brano Innocenti evasioni. Il disco è un tributo a Lucio Battisti con canzoni interpretate da alcuni tra i maggiori cantanti italiani (Ligabue, Max Pezzali, Samuele Bersani, Nek, Raf, Giorgia).
Il 24 novembre 2006, data fortemente voluta da Cremonini perché anniversario della morte di Freddie Mercury, viene pubblicato il primo album dal vivo del cantante, dal titolo 1+8+24 (l'1 è Cremonini, 8 i componenti della band e 24 quelli della London Telefilmonic Orchestra), contenente alcune canzoni tratte dal Maggese Theatre Tour. Il CD è accompagnato da un DVD che contiene il film-documentario 1+8+24, in cui parti del concerto sono corredate da riprese tratte dalla lavorazione dell'album Maggese negli studi di Abbey Road di Londra e dal dietro le quinte del tour. Il disco contiene l'inedito Dev'essere così, che entra nella top ten dei brani più trasmessi in radio.
Nel 2007 vengono pubblicati suoi articoli sui quotidiani Corriere della Sera, La Repubblica e Il Resto del Carlino. La Fazi Editore pubblica il libro I nostri ponti hanno un'anima, voi no - Lettere ai politici con interventi di vari intellettuali, concludendo con una pesante requisitoria di Cremonini sui politici dei giorni nostri.
Sempre in campo editoriale, viene pubblicato il libro Storytellers curato da Paola Maugeri e Luca De Gennaro, con l'intervista a Cremonini realizzata durante una serata musicale svoltasi l'8 novembre 2005 nell'Aula Magna Santa Lucia dell'Università di Bologna, e trasmessa su MTV.
Durante il 2007 viene realizzato a Bologna il Mille Galassie Studio una vera e propria fabbrica artistico-musicale con un attrezzatissimo studio di registrazione e una sala prove. Nello stesso anno Cremonini cura le musiche de I giorni dell'odio, docufilm di Canale 5, scritta e diretta da Giorgio John Squarcia con la collaborazione di Francesca Fogar.

### Il primo bacio sulla Luna(2008-2009)
Il 30 maggio 2008 esce nelle radio Dicono di me, il singolo di Cesare Cremonini che anticipa l'uscita del quarto album, registrato a Bologna nei nuovi studi Mille Galassie, mixato a Londra da Steve Orchard presso gli Air Studios di George Martin dove è anche stato registrato il pianoforte. Il brano rimane nella top ten dei brani più trasmessi in radio durante tutta l'estate 2008.
Il 26 settembre 2008 viene pubblicato il quarto album di Cremonini, intitolato Il primo bacio sulla Luna, composto da 12 tracce scritte e arrangiate interamente da Cremonini con l'aiuto di Ballo, del produttore Walter Mameli e dell'ingegnere del suono Steve Orchard (che ha collaborato anche con U2, Travis, Oasis, Paul McCartney).

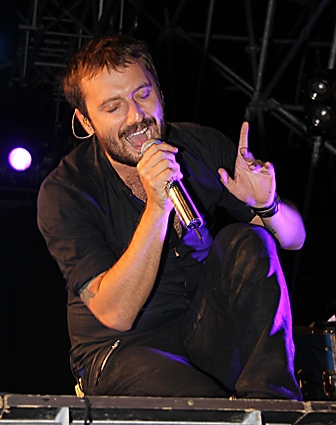
Cesare Cremonini in concerto

L'album entra nella top ten dei dischi più venduti direttamente al numero 6. Contemporaneamente esce Le sei e ventisei, il secondo singolo estratto dall'album. In autunno parte Il primo tour sulla Luna, che riporta Cremonini nei grandi club e nei palasport. Il 19 gennaio 2009 Cremonini presenta in anteprima Figlio di un re, il terzo singolo estratto dal nuovo album, che entrerà nella top 5 dei dischi più trasmessi dalle radio italiane.
A maggio 2009, alla scadenza dei dieci anni dall'uscita di 50 special, esce il primo libro di Cremonini (edito da Rizzoli) intitolato Le ali sotto ai piedi, autobiografico.
Il 21 aprile 2009, presso le Officine Meccaniche di Milano, partecipa alla registrazione del singolo Domani 21/04.2009, canzone scritta e prodotta da Mauro Pagani che vede protagonisti 56 tra i migliori artisti della musica italiana. L'intero ricavato dalla vendita e dai diritti editoriali del brano verrà utilizzo per la ricostruzione e restauro del Conservatorio "Alfredo Casella" e della sede del Teatro Stabile d'Abruzzo dell'Aquila in seguito al tragico terremoto che ha colpito la regione il 6 aprile 2009.
Per il 15 maggio 2009 fa il suo esordio in radio il quarto singolo estratto dall'album Il primo bacio sulla Luna, intitolato Il pagliaccio. Nello stesso mese entra a far parte degli artisti che si contenderanno la seconda edizione del Premio Mogol, premio per il miglior testo dell'anno, ottenendo ben due nomination per Figlio di un re e Le sei e ventisei.
Il 16 maggio 2009 Cremonini riceve il premio History alla carriera ai TRL Awards. Il 26 settembre 2009 il disco festeggia un anno di presenza nella classifica dei dischi più venduti in Italia. Dal 2 ottobre 2009 è in rotazione radiofonica L'altra metà, quinto singolo estratto dall'album Il primo bacio sulla Luna.

### 1999-2010 The Greatest Hits(2010-2011)
Anticipato dal singolo Mondo, che vede la partecipazione di Jovanotti, il 25 maggio 2010 viene pubblicata la prima raccolta di successi di Cremonini, dal titolo 1999-2010 The Greatest Hits. Nel disco vi sono più di venti canzoni pubblicate in dieci anni di carriera, raccolte in un doppio CD, tra cui Hello!, cantata insieme a Malika Ayane, all'epoca sua compagna. 
L'album è rimasto stabilmente tra le prime dieci posizioni dei dischi più venduti per quindici settimane conquistando il disco di platino.
Il 21 dicembre 2010 Mondo viene eletta "miglior canzone dell'anno" da iTunes e risulta la canzone più passata dalle radio italiane durante tutto il 2010. In questa classifica Cremonini è presente anche con il brano Hello! alla posizione 66.
La raccolta è stata realizzata a Bologna presso i Mille Galassie Studio, sotto la supervisione dell'ingegnere del suono Steve Orchard e la produzione di Walter Mameli, e segna di fatto la fine del contratto che lega Cremonini alla Warner Music Group.
A gennaio del 2011 Cremonini collabora nuovamente con Jovanotti, cantando l'inciso del brano I pesci grossi, traccia del disco Ora. Nella canzone viene citata a più riprese la strofa di Mondo.
Cremonini scrive insieme al musicista Alessandro Magnanini anche la sigla del programma radiofonico 105 all'una, condotto ogni giorno su Radio 105 da Alessandro Cattelan.

### La teoria dei colori(2012-2013)
A fine 2011 sul sito ufficiale del cantante viene comunicato che Cremonini è impegnato alla realizzazione di un nuovo disco di inediti.
Il 16 aprile è comunicato il nome del primo singolo che farà da apripista al nuovo album in uscita il 22 maggio: il brano avrà come titolo Il comico (sai che risate) e il disco sarà La teoria dei colori. Il comico (sai che risate) ottiene un successo senza precedenti nella discografia di Cremonini, rimanendo per ben oltre 10 settimane in vetta alla classifica dei brani più suonati dalle radio italiane mentre l'album La teoria dei colori fa il suo ingresso nella classifica dei dischi più venduti direttamente al numero 2 restando per oltre due mesi nella top ten.
L'album contiene 11 tracce che alternano canzoni pop dal carattere britannico (Il comico (sai che risate), Una come te, Ecco l'amore che cos'è) a intime ballate dal gusto vintage e ispirate alla migliore tradizione della musica italiana degli anni sessanta e settanta (Amor mio, I Love You, Tante belle cose, Il sole) e tracce pop rock dal testo sognante e ispirato (La nuova stella di Broadway, L'uomo che viaggia fra le stelle e Stupido a chi?).
La canzone Amor mio è parte della colonna sonora di Padroni di casa, film di Edoardo Gabriellini che verrà presentato al Festival Internazionale di Locarno come unico film italiano in concorso. Il brano, nel film è cantato e interpretato da Gianni Morandi, protagonista della pellicola insieme a Valerio Mastandrea, Elio Germano e Valeria Bruni Tedeschi.
Tante belle cose invece farà da colonna sonora alla commedia teatrale di Alessandro D'Alatri (Tante belle cose, testi di Edoardo Erba con Maria Amelia Monti).
Tra l'ottobre e il novembre del 2012 parte il Cesare Cremonini Live 2012, che vede il cantante impegnato in 14 concerti nei più grandi palasport d'Italia. Il tour riscuote un enorme successo di pubblico e di critica, ottiene il tutto esaurito ovunque triplicando la data a Bologna. Nel frattempo l'album ottiene il "disco di platino", e lo stesso succede al singolo La nuova stella di Broadway. Nel giugno 2013 esce come quarto singolo estratto dal nuovo album il brano I Love You.
Sempre nel 2013 partecipa all'album Max 20 di Max Pezzali cantando in duetto con l'artista pavese Gli anni e all'album Fisico & politico di Luca Carboni cantando in duetto con l'artista bolognese Mare mare.
Ai fine giugno è resa ufficiale la notizia che Amor mio, brano contenuto nel disco e cantato da Gianni Morandi nel film di Gabbriellini Padroni di casa, vince il Nastro D'argento come miglior canzone originale. Cremonini ritira il premio al Teatro antico di Taormina il 6 luglio assieme a Gianni Morandi.
A pochi giorni dalla notizia del sold out all'Arena di Verona, viene aggiunta una data importante al tour: il 29 luglio Cremonini si esibisce per un evento unico al Teatro Antico di Taormina accompagnato dal solo pianoforte.
Il 18 luglio parte quindi dal Foro Italico di Roma l'ultima tranche del live iniziato nei palasport l'anno precedente e ancora una volta Cremonini registra il sold out in tutte le date.
Terminato il tour, dopo una breve pausa estiva, mentre I Love You staziona ai vertici delle classiche radiofoniche, Cremonini è scelto come giurato alla 70ª edizione della Mostra Internazionale del Cinema di Venezia per il premio alle colonne sonore "Soundtrack Stars" assieme a Giuliano Montaldo, Gino Castaldo, Laura Delli Colli, Cristiana Paternò.
A dicembre l'Academy del Medimex, salone dell'innovazione musicale, premia La nuova stella di Broadway nella categoria "miglior videoclip" e a gennaio 2014 Cesare Cremonini riceve per il concerto del 22 luglio all'Arena di Verona l'Onstage Award nella categoria "miglior concerto outdoor".

### LogicoePiù che logico(2014-2016)
Nell'ottobre 2013 viene annunciato che Cremonini è impegnato nella realizzazione del suo nuovo disco di inediti, la cui pubblicazione è prevista per la primavera del 2014. L'album è anticipato il 27 marzo 2014 (giorno del 34º compleanno del cantante), dal singolo Logico #1, canzone utilizzata anche come colonna sonora nel nuovo spot del Cornetto Algida. Il quinto album di Cremonini, intitolato Logico, è uscito il 6 maggio 2014 debuttando al primo posto dei dischi più venduti in Italia nella classifica ufficiale FIMI e viene selezionato tra i candidati per il premio di "Miglior album" al Premio Tenco.
Viene annunciata in contemporanea con l'uscita dell'album anche il Logico Tour che prevede una lunga serie di concerti in tutta Italia nei più grandi palasport del Paese tra i mesi di ottobre e novembre 2014. In quattro settimane la tappa d'esordio al Mediolanum Forum di Milano ottiene il tutto esaurito, costringendo Cremonini al raddoppio della data per la grande richiesta di biglietti. Cremonini farà sold-out praticamente in tutte le altre tappe del Logico Tour riscontrando un enorme successo. Risultato consolidato dall'airplay del singolo Logico #1, che rimane in testa nella classifica dei brani più suonati dalle radio italiane per oltre 12 settimane.
Nell'agosto 2014 esce il secondo singolo estratto dall'album, GreyGoose, seguito il 9 gennaio 2015 dal terzo singolo, Io e Anna, il sequel che Cremonini stesso ha immaginato per la canzone Anna e Marco di Lucio Dalla.
Nel marzo 2015 scrive l'inno della scuderia SKY Racing Team VR46 di Moto3, intitolato 46, titolo che fa riferimento al numero usato nelle gare dall'amico Valentino Rossi, ed è direttore per un giorno (il 24) de Il Resto del Carlino in occasione del 130º anno di nascita del giornale.
Il 27 marzo 2015, giorno del suo 35º compleanno, viene pubblicato il nuovo singolo Buon viaggio (Share the Love). Il brano è uno dei quattro inediti contenuti nel triplo CD Più che logico (Live), pubblicato il 26 maggio e contenente alcune esibizioni dal vivo del cantante durante il Logico Tour. Come Logico #1, Buon viaggio (Share the Love) è stato scelto dall'Algida come spot dell'estate 2015 del Cornetto. Il 4 settembre 2015 è stato pubblicato il secondo singolo estratto dall'album, Lost in the Weekend.
I due album del Logico Project vengono poi raccolti in un cofanetto di 4 CD, intitolato Logico Project Limited Edition e pubblicato nel novembre 2015. Il 2015 di Cremonini si chiude con la realizzazione per Radio Deejay del singolo natalizio Eccolo qua il Natale - Una notte tra tante.
Nel 2016 è il vincitore della prima edizione di Top Gear Italia.

### Possibili scenarie la raccoltaCremonini 2C2C - The Best Of(2017-2020)
Nel 2017 Cremonini è impegnato nella scrittura di nuove canzoni. A marzo il cantante dichiara che l'uscita del nuovo album di inediti è prevista per il 24 novembre 2017. Il 26 ottobre viene reso pubblico il titolo del nuovo album, Possibili scenari, e del primo singolo, Poetica, uscito il 3 novembre. Il 23 febbraio 2018 ha pubblicato Nessuno vuole essere Robin, secondo estratto dall'album, mentre il 18 maggio 2018 Kashmir-Kashmir, terzo estratto dall'album, che otterrà un grande successo e verrà trasmessa dalle radio per tutta l'estate.
Nell'estate 2018 il cantante bolognese si è esibito per la prima volta in quattro date negli stadi (Lignano Sabbiadoro, Milano, Roma e Bologna) registrando il tutto esaurito a Bologna e a Milano. Una registrazione del concerto di San Siro è stato trasmessa da Rai Due e da Rai Radio 2 in prima serata il 17 luglio 2018. 16 nuove date nei palasport sono state annunciate per novembre e dicembre 2018.
Il 12 ottobre 2018 ha pubblicato il quarto singolo, Possibili scenari, title track dell'album. Il 23 novembre 2018, tramite un annuncio sui canali social, Cremonini ha annunciato l'uscita di Possibili scenari per piano e voce, versione appunto per pianoforte e voce dell'ultimo album di inediti.
Il 31 maggio 2019 annuncia il suo secondo tour negli stadi italiani previsto per l'estate del 2020 per un totale di sette date (Lignano Sabbiadoro, Milano, Padova, Torino, Firenze, Roma e Bari) oltre alla data finale all'Autodromo Enzo e Dino Ferrari di Imola. 
Il 29 novembre 2019 esce, in occasione dei suoi vent'anni di carriera, il Cremonini 2C2C - The Best Of che raccoglie i maggiori successi del cantante bolognese insieme a sei brani inediti tra cui Al telefono, scelto come primo singolo della raccolta. Il 28 febbraio 2020 viene invece pubblicato il secondo singolo, Giovane stupida, seguito da Ciao il 18 settembre 2020. Il 29 giugno 2020 viene annunciato l'elenco delle nuove date per il tour negli stadi 2021, in seguito al rinvio del tour 2020 a causa dell'emergenza da COVID-19.
Il 1° dicembre 2020 il cantautore pubblica il suo secondo libro, intitolato Let them talk. Ogni canzone è una storia, in cui racconta la genesi di alcuni dei suoi brani di maggiore successo.

### La ragazza del futuroeAlaska Baby(2021-presente)
Nel settembre 2021 annuncia l'arrivo dei primi mix per il settimo album in studio. Successivamente annuncia per il 1º dicembre 2021 l'uscita del nuovo singolo Colibrì, annunciando la pubblicazione del suo settimo album in studio La ragazza del futuro. L'11 gennaio 2022 l'ANSA annuncia che sarà ospite al 72º Festival di Sanremo nella terza serata della kermesse. Nel corso della serata Cremonini esegue un medley di brani della sua discografia ed esegue il singolo La ragazza del futuro. L'album omonimo viene pubblicato il 25 febbraio 2022, esordendo alla seconda posizione della Classifica FIMI Album.
Tra giugno e luglio 2022 recupera il tour previsto nell'estate 2020 con il Cremonini negli Stadi Tour in otto città: Lignano Sabbiadoro, Milano, Torino, Padova, Firenze, Bari, Roma e Imola. Il 30 settembre 2022 viene pubblicata una nuova versione dello storico brano Stella di mare di Lucio Dalla in duetto con Cremonini, contenuto nell'album live Cremonini Live: Stadi 2022 + Imola pubblicato il 28 ottobre successivo. Tra ottobre e novembre 2022 intraprende una seconda tournée Cremonini Live 2022, da cui viene estratto il doppio singolo Poetica (Live) e Io e Anna/Anche fragile in collaborazione con Elisa.
Nel 2023 Cremonini ha preso una pausa discografica e ha affrontato un viaggio negli Stati Uniti, ispirazione per il suo ottavo album in studio. Nel settembre 2024 pubblica il singolo Ora che non ho più te, grazie al quale raggiunge la prima posizione della Top Singoli di FIMI. Il 29 novembre 2024 pubblica l'album Alaska Baby il quale contiene un duetto con Luca Carboni intitolato San Luca. L'11 aprile 2025 pubblica la collaborazione  Nonostante tutto con Elisa, che precede la riedizione dell'album.

## Vita privata
Tra le sue relazioni sentimentali, si ricordano quella con la collega Malika Ayane e quella con Martina Maggiore, che è la coprotagonista nel videoclip di Giovane stupida. Cremonini ha dichiarato pubblicamente di soffrire di problemi psichiatrici dal 2016. Il titolo del libro Let them talk fa riferimento alle allucinazioni uditive. Nel 2022 ha conosciuto la giornalista Giorgia Cardinaletti, alla quale è stato legato sentimentalmente fino al 2024.

## Discografia

### Da solista
Album in studio
- 2002 – Bagus
- 2005 – Maggese
- 2008 – Il primo bacio sulla Luna
- 2012 – La teoria dei colori
- 2014 – Logico
- 2017 – Possibili scenari
- 2022 – La ragazza del futuro
- 2024 – Alaska Baby

Album Live
- 2006 – 1+8+24
- 2015 – Più che logico (Live)
- 2022 – Cremonini Live: Stadi 2022 + Imola

Raccolte
- 2010 – 1999-2010 The Greatest Hits
- 2015 – Logico Project Limited Edition
- 2019 – Cremonini 2C2C - The Best Of

### Con i Lùnapop
Album in studio
- 1999 – ...Squérez?

### Collaborazioni
- Con Kerli: The Creationist (2009)[45]
- Con Mario Venuti: Un cuore giovane (in Recidivo) (2009)
- Con Jovanotti: Mondo (in 1999-2010 The Greatest Hits) (2010)
- Con Malika Ayane: Hello (in 1999-2010 The Greatest Hits) (2010)
- Con Malika Ayane: Believe in love (in Grovigli) (2010)
- Con Jovanotti: I pesci grossi (in Ora) (2011)
- Con Max Pezzali: Gli anni (in Max 20) (2013)
- Con Luca Carboni: Mare mare (in Fisico & politico) (2013)
- Con Fiorella Mannoia: Le Tue Parole Fanno Male (in I Miei Passi Vol. 2 - Duetti) (2022)
- Con Tropico e Fabri Fibra: Contrabbando (2022)
- Con Lucio Dalla: Stella di mare (in Cremonini Live: Stadi 2022 + Imola) (2022)[46]
- Con Tropico: Fantasie (in Chiamami quando la magia finisce) (2023)
- Con Luca Carboni: San Luca (in Alaska Baby) (2025)
- Con Elisa: Aurore boreali (in Alaska Baby) (2025)
- Con Elisa: Nonostante tutto (in Alaska Baby) (2025)

### Autore
- 2013 – Marco Mengoni - La valle dei re

## Tour
- Squerez Tour (2000)
- Bagus Tour (2003)
- Maggese Theatre Tour (2005-2006)
- Il Primo Tour sulla Luna (2008-2009)
- Tour Greatest Hits (2011)
- Cesare Cremonini Live Tour (2012-2013)
- Logico Tour (2014)
- Più che Logico Tour (2015)
- Stadi 2018 (2018)
- Cremonini Live 2018 (2018)
- Cremonini negli Stadi Tour (2022)
- Cremonini Live 2022 (2022)
- Cremonini Live 2025 (2025)
- Cremonini Live 2026 (2026)

## Filmografia

### Cinema
- Un amore perfetto, regia di Valerio Andrei (2002)
- Il cuore grande delle ragazze, regia di Pupi Avati (2011)
- L'orto americano, regia di Pupi Avati (2024)

### Televisione
- Via Zanardi 33 (2 episodi, 2001) - serie TV
- Top Gear Italia - programma TV (2016)

## Libri
- Le ali sotto ai piedi, Rizzoli, 2009, ISBN 9788817032285.
- Let them talk. Ogni canzone è una storia, Mondadori, 2020, ISBN 9788804734697.

## Pubblicità
- TIM (2001)
- Vodafone (2009)
- Cornetto Algida (2014-2015)
- Wind Tre (2024)

## Riconoscimenti

### Con i Lùnapop
- 1999 – Premio Titano – Miglior Gruppo al Festival di San Marino
- 1999 – Premio Titano – Miglior Album al Festival di San Marino
- 1999 – Premio Italiano Della Musica – Rivelazione dell'anno
- 2000 – Premio Lunezia – Premio Nuove Stelle per il valore musical-letterario del brano Un giorno migliore
- 2000 – Telegatto – Rivelazione dell'anno
- 2000 – Telegatto – Miglior album per ...Squérez?
- 2000 – Festivalbar – Vincitore assoluto con il brano Qualcosa di grande
- 2000 – Premio Miglior Gruppo agli Italian Music Awards
- 2000 – Premio Miglior Singolo agli Italian Music Awards per Qualcosa di grande
- 2000 – Premio Rivelazione dell'anno agli Italian Music Awards
- 2000 – Premio Miglior Album agli Italian Music Awards per ...Squérez?

### Da solista
- 2003 - Nomination agli Italian Music Awards come Miglior artista italiano maschile
- 2003 - Premio Lunezia - Premio Poesia del Rock per il brano PadreMadre
- 2004 – Premio Speciale FIMI - Special Award agli Italian Music Awards
- 2008 – Premio Videoclip Italiano – Premio speciale per la videografia
- 2008 – Venice Music Awards – Premio Assomela - Mela d'oro
- 2008 – Premio TV Sorrisi e Canzoni – Miglior testo per Figlio di un re
- 2009 – Venice Music Awards – Miglior album per Il primo bacio sulla Luna
- 2009 – TRL History – Artista che ha segnato la storia di Total Request Live ai TRL Awards
- 2010 – Premio MTV The Summer Song 2010 per il brano Mondo
- 2010 – Miglior canzone dell'anno su iTunes per il brano Mondo
- 2011 – Premio CD Platino agli Wind Music Awards per l'album 1999-2010 The Greatest Hits
- 2011 – Premio Digital Songs Platino agli Wind Music Awards per il brano Mondo
- 2012 – Onstage Award – Miglior Album per La teoria dei colori
- 2012 – Nomination agli Onstage Awards come Miglior Artista
- 2013 – Premio CD Platino agli Wind Music Awards per l'album La teoria dei colori
- 2013 – Nastro d'argento alla migliore canzone originale (Amor mio) per il film Padroni di casa
- 2013 – Onstage Award – Miglior Concerto Outdoor per il concerto all'Arena di Verona del 22/07/2013[47]
- 2013 – Premio Medimex – Miglior Videoclip per La nuova stella di Broadway
- 2013 – International Grand Prix – Comunicazione e musica
- 2014 – Premio Medimex – Miglior Album per Logico
- 2015 – Onstage Award – Miglior Artista Italiano[48]
- 2015 – Onstage Award – Miglior Tour per Logico Tour[49]
- 2015 – Onstage Award – Inno Live dell'Anno per Logico #1[50]